# Vormtaxon
In de botanische nomenclatuur werd vroeger de term vormtaxon (meervoud: vormtaxa) gebruikt, voor een taxon dat op basis van vorm (morfologie of anatomie) omschreven werd, en niet op basis van (veronderstelde) verwantschap. Zoals voor alle taxa zijn meerdere rangen mogelijk, en vooral "vormgeslacht" is een term die in veel literatuur te vinden is.
Er waren twee categorieën vormtaxa:
- voor schimmels, en wel voor aseksuele vormen, de zogenaamde fungi imperfecti. Het gaat daarbij dus om vormen waarvan niet bekend is of er ook een seksuele vorm bekend is, en zo ja welke, zodat het heel wel mogelijk is dat een soort twee verschillende wetenschappelijke namen krijgt, één naam voor de aseksuele vorm, en één naam voor de seksuele vorm.

De bepalingen hieromtrent in de International Code of Botanical Nomenclature zijn geschrapt door het Congres van 2011 in Melbourne. Dit vanwege vooruitgang in moleculaire methodes; met DNA is het in toenemende mate mogelijk aseksuele vormen te koppelen aan seksuele vormen, zodat één naam voldoet voor één schimmel.
- voor fossielen. De bepalingen hieromtrent in de International Code of Botanical Nomenclature zijn door het Congres van 1999 in Saint Louis omgezet opdat in plaats van "vormtaxon" voortaan de term "morphotaxon" gebruikt zou worden, en vervolgens geheel geschrapt door het Congres van 2011 in Melbourne.